# هایدی وستفال
هایدی وستفال (آلمانی: Heidi Westphal؛ زادهٔ ۵ ژوئیهٔ ۱۹۵۹) قایقران روئینگ اهل آلمان شرقی بود.